# Tian Shan
För andra betydelser, se Tian Shan (olika betydelser).
Tian Shan, Tianshan eller Tien Shan (på kirgiziska Тянь-шаня, Tian-sjanja; kinesiska: 天山, Tiānshān; uiguriska: تهڭرىتاغ, Tangri Tagh), är ett stort bergsområde väster om Takla Makanöknen i Centralasien i gränsområdet mellan Kazakstan, Kirgizistan och den autonoma regionen Xinjiang i Kina. Den högsta punkten i bergskedjan är Pik Pobedy (Djengis Tjokusu) i Kirgizistan som mäter 7 439 meter över havet. På gränsen mellan Kina och Kirgizistan ligger Torugartpasset på en höjd av 3 752 meter. På bergsområdets sydsida, i Xinjiang, ligger sjön Bosten.
2013 listades Tian Shan av Unesco som världsarv.